# Nibles
Nibles é uma comuna francesa na região administrativa da Provença-Alpes-Costa Azul, no departamento dos Alpes da Alta Provença. Estende-se por uma área de 12,31 km². Em 2010 a comuna tinha 41 habitantes (densidade: 3,3 hab./km²).